# Улица Лай
Улица Лай (эст. Lai tänav), в конце XIX — начале XX века Широ́кая улица (нем. Breitstraße) — одна из самых больших улиц в историческом районе Старый город Таллина (Эстония). Начинается у городской стены (улица Нунне) и выходит к улице Пикк у башни Толстая Маргарита.

## История

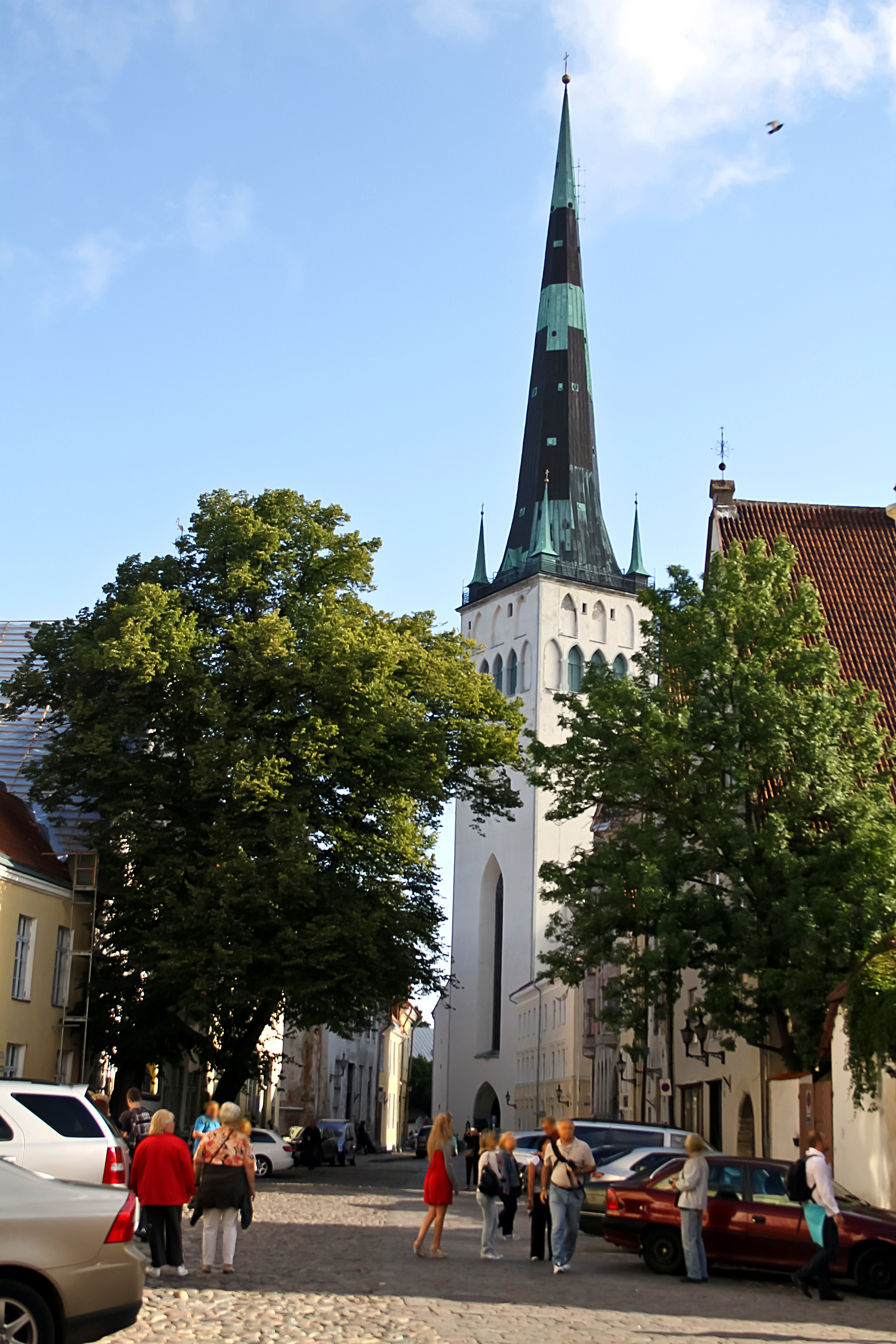
Улица Лай у церкви Олевисте, слева — «липы Хуков»

Улица, идущая параллельно главной дороге с городского холма (Вышгород) в порт (ныне — улица Пикк), возникла в связи с расширением города и переносом городских крепостных сооружений, захвативших новую территорию, в том числе земли старого цистерцианского монастыря. Впервые упоминается в 1314 году.
Сравнительно позднее происхождение улицы определило характер её застройки: с западной стороны стоят дома представительных горожан, а на восточной — фасады складских помещений домов состоятельных граждан.
Все переулки, выходящие на улицу Лай со стороны старой городской территории (от улицы Пикк — Хобузепеа, Вайму, Пагари, Олевисте), не пересекают улицу Лай и не имеют продолжения с другой её стороны.
На русских картах улица обозначалась как Широкая. Улица действительно очень широка по масштабам Старого города (в средней части — около 15 метров)
Древнейшим на улице зданием является церковь Олевисте. Известная с 1267 года уже как действующий храм, она построена на месте, где в XII веке находился торговый двор скандинавских купцов, содержалась ими и служила их приходской церковью.
Значительное обновление городской застройки Таллина произошло после грандиозного городского пожара 1433 года, большинство домов было выстроено уже из камня, считается, что д. 23 был построен именно в это время.
На улице, в доме бургомистра Иоганна Хука (современный адрес — д. 29) гостил во время посещения Таллина Пётр I. Первый визит состоялся 26 декабря 1711 года, всего известно 11 приездов Петра в Таллин. Во время одного из визитов стол для угощения императора был выставлен прямо на улице перед домом, в котором шёл ремонт. Пострадавший от жары Пётр наделил Хука и его потомков привилегией растить перед своим домом два дерева (в то время сажать в городе деревья запрещалось Любекским правом). Собственная резиденция Петра находилась в конце улицы, в районе д. 52, на углу с улицей Толли.

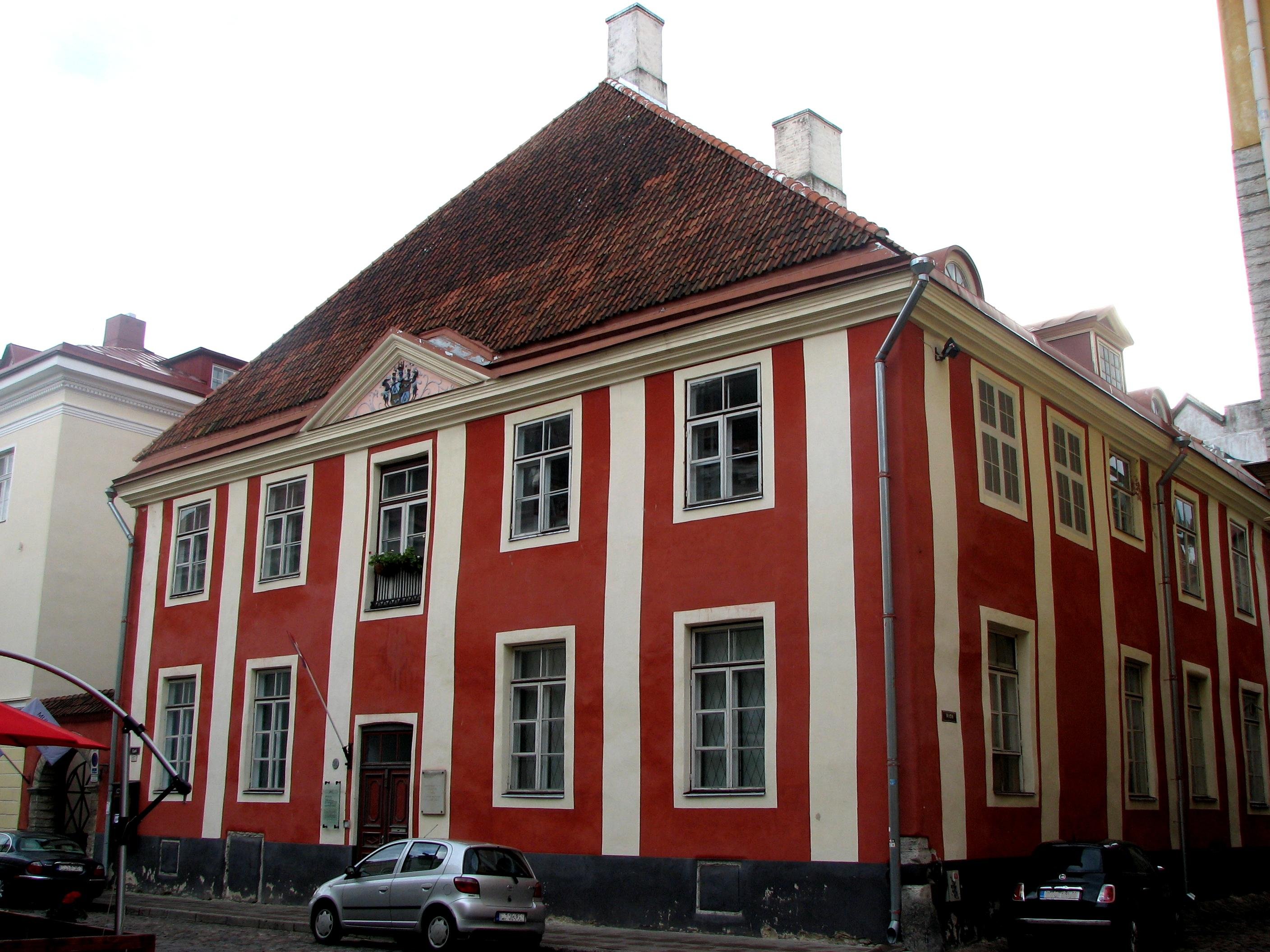
Дом Меншикова

Д. 17 с 1711 года принадлежал ближайшему сподвижнику Петра I А. Д. Меншикову.
С 1762 года известна пекарня на углу улиц Лай и Вайму, проработавшая без перерыва около 230 лет.
Посетивший Таллин в середине XIX века А. Милюков так описывал улицу: «Широкая улица самая аристократическая: на ней нет ни мастерских, ни магазинов… Жизнь производительная уступила здесь место деятельности потребительской».
В советское время в доме 29 располагался Союз архитекторов ЭССР.
В 1975 году д. 23 постройки XV века, после завершения его реставрации, был приспособлен для Государственного молодёжного театра Эстонской ССР. Здесь устроили зрительный зал на 120 мест, служебные и вспомогательные помещения. Средневековые интерьеры вестибюля, кафе в древнем подвале и зала на втором этаже создавали особую атмосферу спектаклям. В 1988 году, после долгого согласования, проект расширения театра вглубь квартала за существующие помещения с полным сохранением и реставрацией старых домов и сносом средневекового амбара был утверждён. За два года польские подрядчики выполнили большой объём подготовительных работ по сооружению фундамента и инженерных коммуникаций будущего большого зала, но потом строительство было заморожено.
В 1992 году Молодёжный театр переименовали в Городской театр.

## Застройка улицы

Мемориальная доска актёру-кукловоду и постановщику Фердинанду Вейке.
Ул. Лай, 1/3

- д. 1/3 — (1904—1907, архитекторы Н. Тамм-младший, А. Гойнинген-Гюне ). Ныне — Молодёжный театр Эстонии (бывший Кукольный театр)[7], мемориальная доска Ф. Вейке[8].
- д. 5 — в основе дома постройка 1437 года, в 1780 году дом приобрёл А. Будберг. Реконструкция 1830 года.
- д. 7 — каменный дом был построен, вероятно, между 1430 и 1465 годами Керстеном Бунде. В 1882 году перестроен архитектором Николаем Таммом-старшим для купца Д. Хаазе.
- д. 9 — дворец Энгельгардтов (1899, архитектор Вилкен).
- д. 17 («дом Меншикова») — жилой дом начала XVII века, ныне — Эстонский музей дизайна[9].
- д. 23 — жилой дом XV—XVI веков (реставрация 1970 года, ряд деталей фасада — XVII век). В настоящее время здание занимает Таллинский городской театр.[10]
- д. 29 — жилой дом XIV века (дом бургомистра Хука, эст. Huecki maja), интересен ещё и двумя деревьями перед фасадом, поскольку деревья на всей улице отсутствуют[11].
- д. 29а — Музей природы Эстонии[12]
- д. 31 — жилой дом, в 1844—1856 годах жил бургомистр Фридрих Георг фон Бунге.
- д. 33 — жилой дом, впервые упоминается в 1412 году.
- д. 38, 40, 42 — комплекс жилых домов «Три брата»[13].
- д. 39/41 — Министерство сельского хозяйства Эстонии.

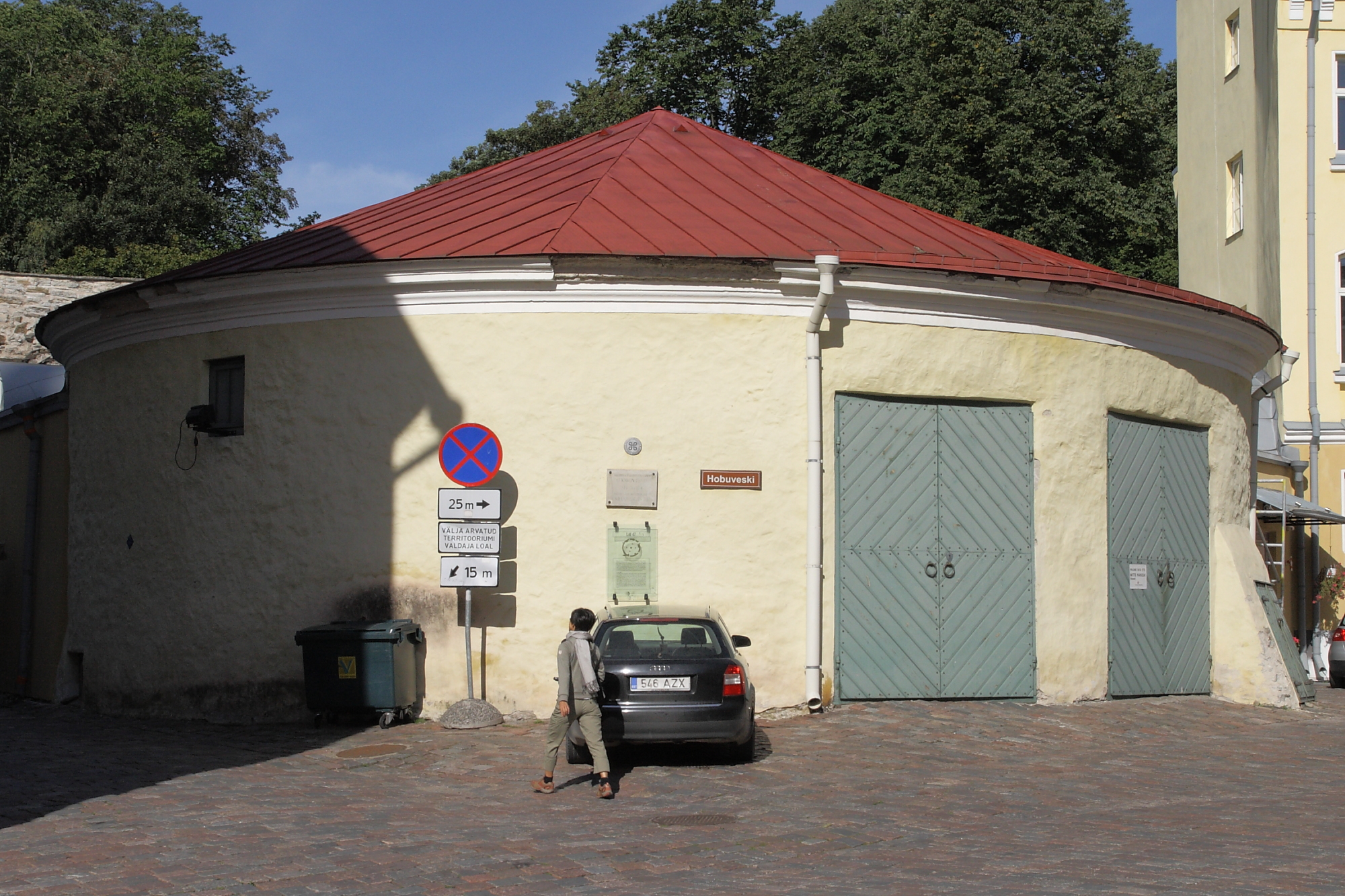
Бывшая конная мельница

- д. 47 — бывшая Конная мельница (эст. Hobuveski, использовалась для помола зерна во время осадного сидения, ныне — в структуре Таллинского городского театра).
- д. 49 — башня Рентени, частично встроенная в новое здание, с 1881 по 1883 год здание занимала Петровская гимназия, на фасаде здания скульптура.[14], ныне — Отель «Meriton Old Town»[15].
- д. 50 — церковь Олевисте (эст. Oleviste kirik).
- д. 54 — здание бывшей таможни (1785—1786, архитектор Иоганн Каспар Моор).